# Petrykivka
Petrykivka (en ukrainien : Петриківка)  est une commune urbaine de l'oblast de Dnipropetrovsk, en Ukraine, du Raïon de Dnipro. Sa population s'élevait à 3 868 habitants en 2025.

## Géographie
Petrykivka est arrosée par la rivière Tchaplynka. Elle est située à 40 km au nord-ouest de Dnipro et à 352 km au sud-est de Kiev. La ville était le centre administratif du raïon de Petrykivka jusqu'à la réforme de 2020.

## Histoire
Petrykivka est célèbre comme centre d'art et traditions populaires et pour son style original de peinture décorative. D'après une légende, le village fut fondé par le Cosaque Petryk, qui accorda sa protection aux serfs de plusieurs villages. Le plus ancien document qui mentionne Petrykivka remonte à 1772.
Du 27 au 30 septembre 1941, il fut le théâtre d'une bataille entre le Corps expéditionnaire italien en Russie et l'Armée rouge, qui vit la victoire des Italiens.
Le village accéda au statut de commune urbaine en 1957.

## Population
Recensements (*) ou estimations de la population :
| 1959* | 1970* | 1979* | 1989* | 2001* |
| ----- | ----- | ----- | ----- | ----- |
| 7 717 | 4 913 | 5 143 | 5 269 | 4 913 |

| 2009  | 2010  | 2011  | 2012  | 2013  |
| ----- | ----- | ----- | ----- | ----- |
| 4 780 | 4 779 | 4 746 | 4 760 | 4 741 |

## Personnalités liées

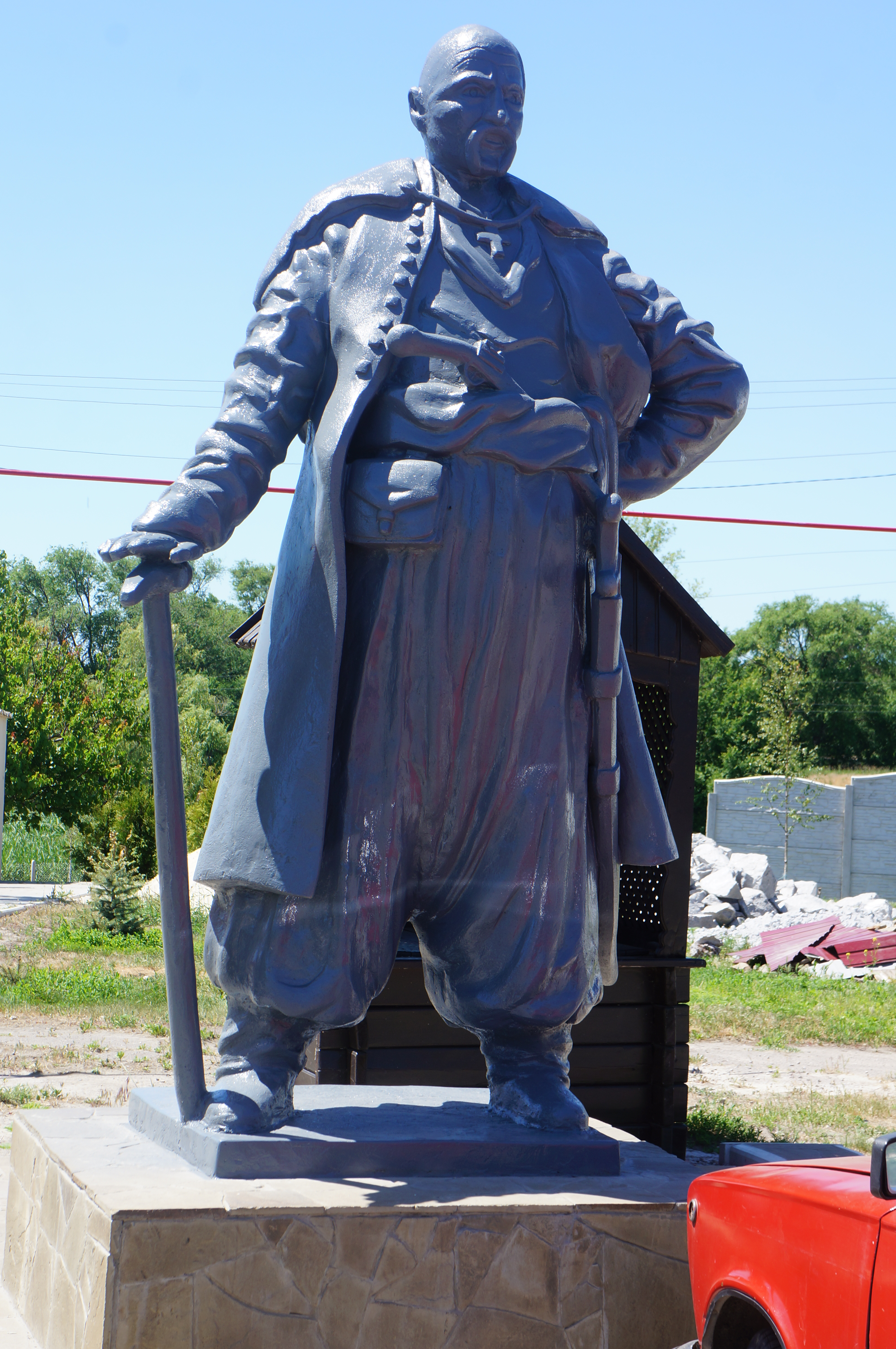
Monument à l'ataman Kalnychevsky.

- Lessia Stepovytchka, poétesse ukrainienne, y est née en 1952.
- Tetiana Pata, peintresse, née et décédée en la ville.